# Nakagawa
Nakagawa (那珂川市?) è una città giapponese della prefettura di Fukuoka.